# Стадник, Мария Васильевна
Мария Васильевна Стадник (укр. Марія Василівна Стадник, азерб. Mariya Stadnik; род. 3 декабря 1988, Львов) — азербайджанская спортсменка (вольная борьба) украинского происхождения, двукратная серебряная призёрка Олимпийских игр (2012, 2016), двукратная бронзовая призёрка Олимпийских игр (2008, 2020), двукратная чемпионка мира (2009, 2019), десятикратная чемпионка Европы, двукратная победительница Европейских игр (2015, 2019).
За сборную Азербайджана выступает с 2008 года. Стадник является первой и пока единственной четырёхкратной призёркой Олимпийских игр от Азербайджана, а также одной из трёх женщин в истории (наряду с японскими борчихами Каори Итё и Саори Ёсидой), которые завоевали медали четырёх летних Олимпийских игр. Помимо этого Стадник является первой и пока единственной спортсменкой в истории женской борьбы, которая выступила на пяти Олимпийских играх.
За свои спортивные достижения и заслуги в развитии азербайджанского спорта награждена Орден «Слава», двумя орденами «За службу Отечеству» (I и II степеней) и медалью «Прогресс».

## Карьера
В 2006 году Мария Стадник, выступая за Украину, выиграла чемпионат Европы в Москве, но была дисквалифицирована за допинг. В 2007 году дисквалификацию сняли, но на Украине ей сказали, что первый номер сборной в олимпийском цикле — Ирина Мерлени. Марии было отказано даже в шансе пройти отбор в олимпийскую команду, поэтому она приняла предложение Азербайджана. В итоге на Олимпиаде 2008 года в Пекине Мария Стадник с Ириной Мерлени стали бронзовыми призёрами, стояли на одной ступеньке пьедестала почёта. Лицензию же на свою первую Олимпиаду Стадник завоевала в сентябре 2007 года на чемпионате мира в Баку, заняв 5-е место.
На Олимпийских играх 2008 Мария Стадник в первом поединке проиграла Кэрол Хвин из Канады. Но выход канадской спортсменки в финал дал шанс Марии бороться за бронзу. Одолев в утешительном раунде кореянку Ким Хёнджу, Стадник вышла бороться с представительницей Казахстана Татьяной Бакатюк. В обоих раундах со счётом 2-1 и 8-0 победила Мария Стадник, причём второй раунд закончился за 37 секунд. Таким образом, 16 августа Мария Стадник стала первым борцом среди женщин, принесшей олимпийскую медаль Азербайджану.
Позже Стадник трижды становилась чемпионкой Европы, чемпионкой и вице-чемпионкой мира.
На Олимпийских играх 2012 года в Лондоне Стадник наконец-то встретилась с Мерлени в полуфинале и победила её, выйдя в финал. В финале Мария Стадник уступила японке Хитоми Обаре, получив серебряную медаль.
Мария Стадник (48 кг) завоевала для Азербайджана седьмое золото на Европейских играх 2015 года в Баку.
На Олимпийских играх 2016 года в Рио-де-Жанейро Мария Стадник завоевала серебряную медаль, проиграв в финале японке Эри Тосаке.
На предолимпийском чемпионате мира в Казахстане в 2019 году в весовой категории до 50 кг, Мария завоевала золотую медаль, став чемпионкой, и получила олимпийскую лицензию для своего национального Олимпийского комитета. На самой Олимпиаде лидера женской сборной Азербайджана Марию Стадник и японку Юи Сусаки ещё до начала турнира Объединенная организация борьбы считала главными претендентами на золото. Так получилось, что обе спортсменки встретились в полуфинале и победу одержала знаменосец сборной Японии Сусаки. Мария Стадник же, легко одолев Намуунцегцег Цогт Охир из Монголии, взяла бронзу, свою четвёртую по счёту олимпийскую медаль, войдя в историю азербайджанского спорта как первая четырёхкратная призёрка Олимпийских игр из Азербайджана.
В 2021 году в Варшаве Стадник в восьмой раз в своей карьере завоевала золото чемпионата Европы.
В апреле 2023 года завоевала золотую медаль на чемпионате Европы в Загребе. В феврале 2024 года в Бухаресте в 10-й раз выиграла золото первенства Европы.
В апреле 2024 года на Европейском квалификационном турнире в Баку ей удалось дойти до полуфинала в весовой категории до 50 кг, где она, ведя в счёте, за 5 секунд до конца схватки сенсационно уступила украинке Оксане Ливач. В мае 2024 года на Мировом квалификационном турнире в Стамбуле Марие Стадник удалось занять третье место на турнире и завоевать лицензию на свою пятую Олимпиаду в карьере.
На Олимпийских играх 2024 года в Париже Мария Стадник сумела выйти в четвертьфинал, где уступила серебряной призёрке последнего чемпионата мира монгольской спортсменке Долгоржавин Отгонжаргал. Из-за поражения Отгонжаргал в полуфинале Стадник завершила выступление. Тем не менее, Стадник вошла в историю как первая женщина-борец, которая выступила на пяти Олимпийских играх. На следующий день объявила о завершении спортивной карьеры.
2 февраля 2025 года Стадник завершила свою карьеру борца, а на следующий день было объявлено, что она станет координатором женской борьбы в Федерацию борьбы Азербайджана.

## Личная жизнь
Мария Стадник замужем за борцом с Украины, чемпионом Европы и серебряным призёром Олимпийских игр в Пекине, Андреем Стадником.

## Государственные награды
- Медаль «Прогресс» (29 августа 2008) — за высокие достижения на XXIX летних Олимпийских играх в Пекине, а также за заслуги в развитии азербайджанского спорта[21].
- Почётный диплом Президента Азербайджанской Республики (31 августа 2012) — за высокие достижения на XXX летних Олимпийских играх в Лондоне, а также за заслуги в развитии азербайджанского спорта[22].
- Орден «Слава» (29 июня 2015) — за высокие достижения на I Европейских играх и большие заслуги в развитии спорта в Азербайджане[23].
- Орден «За службу Отечеству II степени» (1 сентября 2016) — за высокие достижения, завоёванные на ХХХI летних Олимпийских играх в Рио-де-Жанейро, и заслуги в развитии спорта в Азербайджане[24].
- Звание «Спортсмен года» (2017, Ассоциация спортивных журналистов Азербайджана)[25].
- Орден «За службу Отечеству I степени» (12 августа 2021) — за высокие достижения на XXXII Летних Олимпийских играх в Токио и заслуги в развитии азербайджанского спорта[26].